# I topi (serie televisiva)
I topi è una serie televisiva italiana diretta e interpretata da Antonio Albanese. È stata distribuita originariamente da RaiPlay in modalità VOD, e da Rai 3 in modalità lineare.

## Trama
Sebastiano è un latitante che trascorre le sue giornate nascosto in una villetta del Nord Italia protetto da telecamere, allarmi, recinzioni e bunker. Per non finire in carcere e continuare i suoi traffici, l'uomo condanna così se stesso e la sua famiglia a una vita da reclusi nell'ombra, proprio come i topi nelle fogne.

## Episodi
| Stagione         | Episodi | Prima TV |
| ---------------- | ------- | -------- |
| Prima stagione   | 6       | 2018     |
| Seconda stagione | 6       | 2020     |

## Distribuzione
La prima stagione è stata disponibile in anteprima sulla piattaforma online RaiPlay dal 2 ottobre 2018 ed è stata trasmessa da Rai 3 a partire dal 6 ottobre dello stesso anno.
La seconda stagione, composta come la prima di 6 episodi, è stata distribuita dal 3 aprile 2020 su RaiPlay ed è stata trasmessa su Rai 3 dal 18 aprile 2020.